# Waldorf Astoria Chicago
 Il Waldorf Astoria Chicago, precedentemente noto come Elysian Hotel Chicago, è un hotel di lusso situato all'11 di East Walton Street nella zona della Gold Coast di Chicago, in Illinois.

## Storia
Originariamente sviluppato come The Elysian, il progetto è stato approvato nel giugno 2005; la costruzione è avvenuta dal 2006 al 2009. L'hotel di 60 piani è stato progettato dall'architetto di Chicago Lucien Lagrange ed è stato sviluppato da David Pisor. Il progetto si compone di due parti principali: un hotel di 188 camere e 51 condomini a livelli più alti (stimati in $ 280 milioni combinati). Nel 2009 i condomini sono stati valutati tra $ 2,5 e $ 8,5 milioni.
L'hotel è stato inaugurato nel febbraio 2009. In linea con la tradizione del quartiere della Gold Coast, il suo design emula i grandi hotel di Parigi negli anni '20, completi di colonnati e guglie.
È stato riferito che l'hotel non ha realizzato profitti nei suoi primi due anni e nel settembre 2011 è stato annunciato che il suo proprietario Jones Lang LaSalle stava cercando di vendere dopo che il partner azionario di Pisor ha scelto di staccarsi dal settore alberghiero, piuttosto che sviluppare l'Elysian in un marchio alberghiero come era stato inizialmente immaginato.

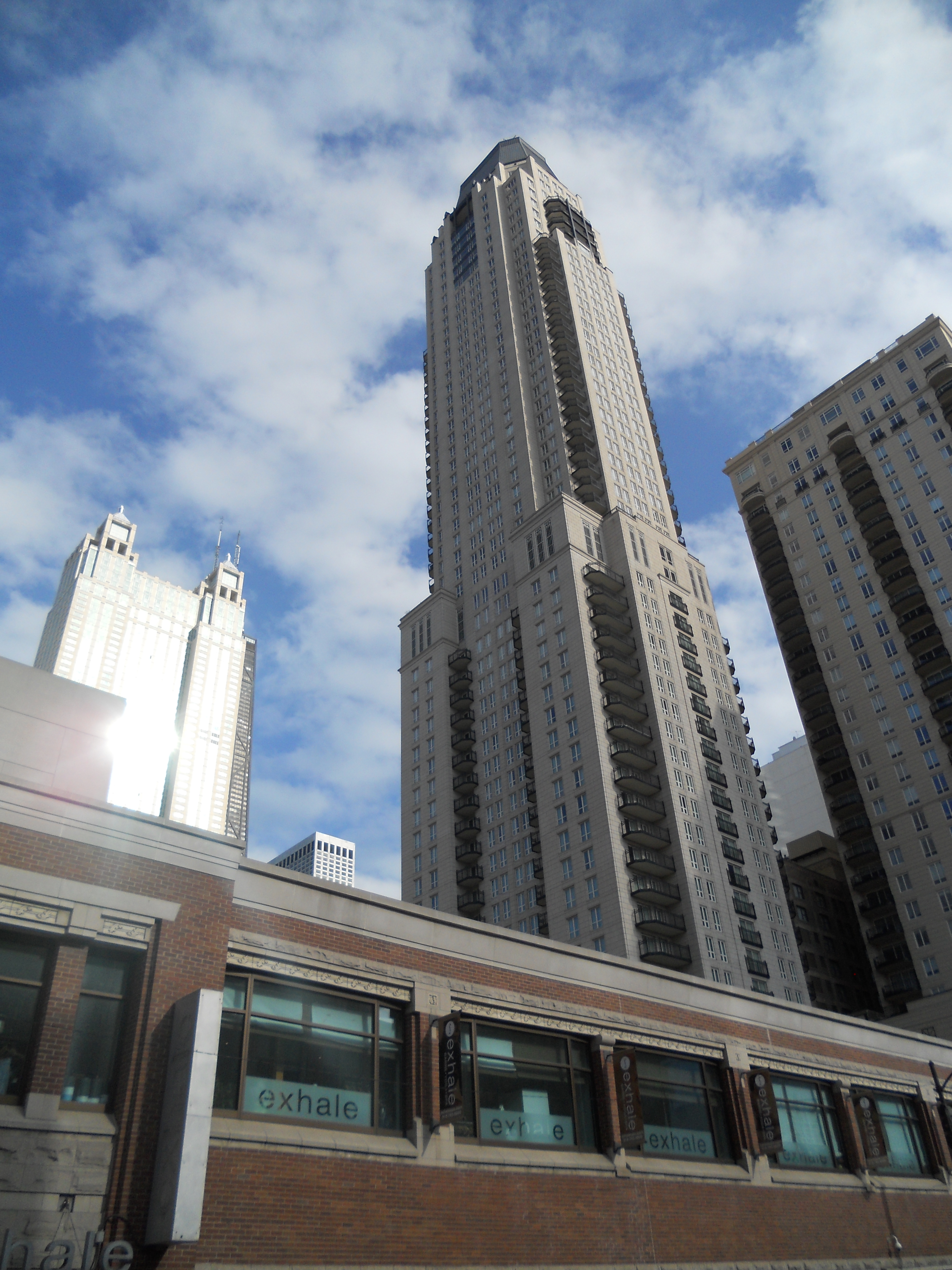
Torre Waldorf Astoria nel 2015

A novembre 2011 è stato annunciato che un gruppo di investimento e Hilton Hotels avrebbero acquistato l'Elysian e l'avrebbero convertito in Waldorf Astoria. Un Waldorf Astoria era stato progettato come parte di un'espansione internazionale nel 2007, ma non è riuscito a decollare a causa della grande recessione economica nel 2008. Sebbene non sia stato reso noto un prezzo di vendita, si ritiene che sia stato acquistato per $ 95 milioni, ovvero circa $ 505.000 per camera.
È stato ribattezzato Waldorf Astoria Chicago il 1º febbraio 2012, sebbene quasi tutto l'hotel sia rimasto immutato.
Nel giugno 2015 è stato riferito che Sam Zell di Equity Group Investments aveva raggiunto un accordo per vendere l'hotel per $ 113 milioni a un gruppo guidato dall'investitore alberghiero Laurence Geller (che aveva precedentemente fondato Strategic Hotels & Resorts) e includendo il ramo immobiliare cinese produttore Wanxiang Group.
Come Elysian Hotel Chicago, è stato nominato il miglior hotel di Condé Nast Traveler negli Stati Uniti nel 2011.
Si è classificato al primo posto nel sondaggio dei lettori dei migliori premi mondiali di Travel + Leisure 2012 ed è stato insignito del Certificato di Eccellenza 2013 di TripAdvisor.